# فاي بيتا كابا
جمعية فاي بيتا كابا (ΦΒΚ)هي أقدم جمعية شرفية للفنون المتحررة والعلوم في الولايات المتحدة، لها 286 فرعاً نشطاً. وتعتبر على نطاقٍ جمعية شرفية مرموقة في البلاد، تهدف فاي بيتا كابا إلى تنمية الفنون المتحررة والعلوم والدعوة لها وتجنيد الطلاب الأكثر تميّزاً في الفنون والعلوم في الكليات والجامعات الأمريكية. تأسست الجمعية في كلية وليام وماري في 5 ديسمبر، 1776، كأول جمعية أخوية تتخذ الأحرف اليونانية رمزاً لها، وقد كانت من بين أوائل الجمعيات الأخوية الأكاديمية الشرفية في الولايات المتحدة. فاي بيتا كابا (ΦΒΚ) ترمز إلى Φιλοσοφία Βίου Κυβερνήτης أو بالأحرف اللاتينية Philosophia Biou Cybernētēs، وتعني «حب التعلّم هو دليل الحياة». تقع الجمعية في العاصمة واشنطن دي سي، ولها 286 فرع نشط، وينتسب لها أكثر من 500,000 عضو.

## العضوية
وفقاً لـ فاي بيتا كابا، يوجد للجمعية فروع في حوالي 10% من مؤسسات التعليم العالي الأميريكية، ويتم دعوى حوالي 10% من خريجي هذه المؤسسات من كليات جامعية في تخصصات الآداب والعلوم للانضمام للجمعية. على الرغم من أن الطلاب ينتخبون أعضاء السنة المتقدمة، ينتخب العديد من الخريجين عدد محدود جداً من الطلاب في السنة الأولى بحيث لا تتجاوز نسبتهم 2%. يحدد كل فروع المعايير الأكاديمية الخاصة به، لكن يجب على كافة المنتسبين دراسة الآداب المتحررة والعلوم وإثبات حسن الخلق، وعادةً ما تحدد الدرجات التي يحصلون عليها المراتب العشرة الأولى في صفوفهم. ثمة رسوم انتساب إلزامية (تتراوح بين 50-90 دولار أمريكي، حسب عام 2005)، وغالباً ما تغطى هذه الرسوم من قبل الجامعة.

## وصلات خارجية
- الموقع الرسمي
- فاي بيتا كابا على الفيسبوك